# Église Notre-Dame-et-Saint-Nicolas de Briançon
La collégiale Notre-Dame-et-Saint-Nicolas de Briançon est une ancienne collégiale devenue l'église paroissiale Notre-Dame-et-Saint-Nicolas située à Briançon dans les Hautes-Alpes, place du Temple. Elle est classée au titre des monuments historiques en 1931.

## Histoire
Une première église datant du XVe siècle fut détruite en 1692 lors de la guerre de la Ligue d'Augsbourg. Vauban, chargé de la reconstruction des fortifications, envoya lui-même les plans d'une nouvelle église ainsi qu'il résulte d'une lettre du 26 juillet 1703 adressée au consul de Briançon.
La construction de l'église qui débuta en 1705 connut quelques vicissitudes : en effet l'architecte, un protégé de Vauban, disparut en emportant les plans mais aussi après avoir touché une forte avance sur le prix. Les consuls mirent en demeure Vauban d'exécuter les travaux. L'architecte ayant été retrouvé, construisit l'église sous la surveillance de Vauban en personne. L'église fut achevée en 1718 et consacrée en 1726.
Depuis 2017, la collégiale fait l'objet d'un programme de restauration prévu sur vingt ans.  

## Architecture
La haute façade donnant sur la place du Temple, présente une porte centrale encadrée de deux tours carrées avec petit dôme et lanternon. Chacune des deux tours est décorée d'un cadran solaire ; celui de gauche est le plus ancien et a été réalisé en 1719 dans le style baroque.

## Intérieur
Cette église comporte une nef de quatre travées flanquées de bas-côtés, un transept et une abside semi-circulaire. L'intérieur est richement décoré. On trouve le mobilier suivant :
- Bas côté gauche :
  - Tableau de saint Nicolas avec une représentation de Briançon en 1644 avec figuration de la flèche de l'ancienne église.
- Croisillon gauche :
  - Un lutrin en bois du XVIIIe siècle[4] sculpté André Vincent.
  - Tableau représentant saint Antoine guérissant les malades par Mancini (1787) commandé au peintre et offert à la collégiale par Jean-Antoine Morand de Jouffrey[5].
  - Autel de Notre-Dame du Carmel avec retable représentant saint Simon Stock recevant le scapulaire des mains de la Vierge[6] peint par Louis Court.
- Chœur
  - Stalles en bois sculpté (1717)[7] par Joubert et Faure.
  - Tableau représentant la manne dans le désert (1716) peint par Nicolas Chalvet[8].
  - Tableau représentant saint Nicolas, évêque de Myre, et les officiers de l'Empereur (1720) peint par Louis Court[9].
  - Tableau représentant l'Assomption, non daté[10] peint par Louis Court.
  - Tableau représentant le martyre de saint Sébastien (1720) peint par Louis Court[11].
  - Tableau représentant le serpent d'airain (1716) peint par Nicolas Chalvet[12].
- Croisillon droit :
  - Tableau de saint Louis partant pour la croisade (1749) peint par S. Depape[13].
  - Autel du Saint Esprit avec retable[14] et tableau représentant le Saint Esprit descendant sur les apôtres (c'est-à-dire la Pentecôte) par Louis Court.
- Bas côté droit
  - Autel de saint Victor[15].
  - Fonts baptismaux avec groupe sculpté représentant le baptême de Jésus[16] par Pierre Nicolle.